# 整体煤气化联合循环
整体煤气化联合循环（Integrated Gasification Combined Cycle，IGCC），是将煤气化技术和联合循环相结合的动力系统。
在该系统中，煤或其他碳基燃料在气化炉中的欠氧和高压环境下气化后经过除尘、脱硫的净化，成为清洁的天然气 - 合成煤气（合成气），再使用燃气蒸汽联合循环发电技术发电。这些污染物中的一些污染物，例如硫，可以通过克劳斯工艺转化为可再使用的副产物。这导致二氧化硫，颗粒物，汞的排放量减少。
煤气化技术种类很多，分类方法也有多种。根据气化炉内料流的形式，可分为固定床、流化床及气流床三大类。
根据IGCC的特点和要求，大型化的气化技术中，目前应用最多的是气流床技术。气流床技术中按原料进料方式可分为干煤粉进料及水煤浆进料两类。

## 重要性
丰富的煤炭可以在美国和其他许多国家被发现，并且它的价格一直保持相对稳定。因此它被用于美国电力需求的50％左右。因此IGCC技术所允许的较低的排放可能在未来是重要的，因为对环境和地球的影响越来增长的关心将使污染物排放法规收紧。
这种技术被用于位于密西西比州肯珀的正在建设中的项目--肯珀项目是利用褐煤生產密西西比州人所需的能源。然而2017年7月計畫在超出預算40億美元後，仍無法按預定計畫運行，密西西比電力公司沒有選擇，只好宣布潔淨煤計畫不可行失敗，利用現有設備改以天然氣發電。

## 操作
下面是一个整体煤气化联合循环（IGCC）工厂的示意流程图：

整体煤气化联合循环（IGCC）电站的方框图，它采用热回收蒸汽发生器（HRSG）

气化过程可以从各种含碳原料产生合成气，例如高硫煤，重质石油残渣，和生物质。
该设备被称为集成是因为（1）在气化段中产生的合成气在组合循环中用作燃气轮机的燃料，（2）由气化段中的合成气冷却器产生的蒸汽由蒸汽轮机使用 联合循环。在这一个实例中，产生的合成气用作产生电力的燃气轮机中的燃料。在普通的联合循环中，在热回收蒸汽发生器（HRSG）中使用来自燃气轮机废气的所谓“余热”，以便为汽轮机循环进行蒸汽。 IGCC工厂通过将气化过程产生的较高温度的蒸汽添加到汽轮机循环，来提高总体工艺效率。然后，将蒸汽用于蒸汽涡轮机以产生额外的电力。

## 煤的气化原理
煤气化反应
1. 煤的干馏和热解（>120℃）
煤→煤气（CO2 、CO、CH4、H2O、H2、NH3、H2S）＋焦油（液体）＋焦炭
2. 碳－氧间的反应
C+O2=CO2 放热反应
2C+O2=2CO 放热反应
C+CO2=2CO 二氧化碳还原反应，强吸热反应
2CO+O2=2CO2 放热反应
3. 碳－水蒸汽的反应
C+H2O=CO+H2 水蒸汽分解反应，吸热反应
C+2H2O=CO2+H2 水蒸汽分解反应，吸热反应
CO+H2O=CO2+H2 一氧化碳变换反应，放热反应
4. 甲烷生成反应（低温高压下易于反应）
C+2H2=CH4 放热反应
CO+3H2=CH4+H2O 放热反应
2CO+2H2=CH4+CO2 放热反应
CO2+4H2=CH4+2H20 放热反应
5. 其他元素的反应（非主导反应） 
S+O2=SO2
2H2S+SO2=3S+2H2O
N2+3H2=2NH3
SO2+3H2=H2S+2H2O
C+2S=CS2
N2+H2O+2CO=2HCN+1.5O2
SO2+2CO=S+CO2
CO+S=COS
N2+XO2=2NOX

## IGCC的发展
世界IGCC电站发展历史：
- 1972年，德国Lünen，170MW，Lurgi正压气化；
- 1984年，美国Cool Water，100MW，Texaco气化(余热锅炉)；
- 1987年，美国LGTI，160MW，E-Gas气化，热电联产；
- 1994年，荷兰Buggenum，253MW，Shell气化，净效率43％；
- 1995年，美国Wabash River，265MW，E-Gas气化，老厂改造；
- 1996年，美国Tampa，260MW，Texaco气化；
- 1997年，西班牙Puertollano，300MW，Prenflo气化，净效率45%；
- 1997年，美国PinonPine，100MW，KRW气化，高温净化，未正常运行；
- 1998年，意大利ISAB，500MW，Texaxo气化，炼厂底料，发电联产制氢；
- 1999年，意大利API能源项目，280MW，Texaxo气化，炼厂底料，发电联产制氢；
- 2000年，意大利Sarlux，550MW，Texaxo气化，炼厂底料，发电联产制氢；
- 2001年，日本GSK，500MW，Texaxo气化，炼厂底料，发电联产制氢；
- 2006年，意大利Sardinia，620MW，Shell气化，西门子燃机；
- 2007年，捷克Vresova，400MWe IGCC，HTW气化工艺，GE燃机；
- 2008年，日本CCP，250MW IGCC，MHI空气气化，三菱燃机；
- 2012年，中国华能天津IGCC，265MW，两段式干煤粉加压气化，西门子燃机。